# Alberto Cola
Alberto Cola (Tolentino, 30 novembre 1967) è uno scrittore e autore di fantascienza italiano.

## Biografia
Alberto Cola vive a Tolentino, nelle Marche, dove è nato nel 1967 e dove svolge l'attività di libero professionista. 
Autore di narrativa fantastica e non solo, si cimenta sulla scena letteraria dalla metà degli anni novanta vincendo negli anni seguenti numerosi premi letterari tra i quali due volte il premio Alien, il premio Lovecraft, il premio Courmayeur, il premio Cuore di Tenebra e il Trofeo RiLL. Nel 2008 si aggiudica il Premio Italia per il miglior racconto fantastico (Crescerà, a poco a poco) e nel 2009 il Premio Urania-Mondadori (per il romanzo Lazarus).

### Carriera letteraria
Nel 2003 il suo primo romanzo, Goliath, uno science fantasy con commistioni noir ambientato fra Torino e Tokyo è stato pubblicato da Solid (oggi Delos Books). In seguito ha pubblicato il libro autobiografico Bestiario del condominio, l'antologia Rotte clandestine e la monografia Black Scorpions con le Edizioni Montag. 
Nel 2010, con lo pseudonimo di Yon Kasarai, pubblica con Delos Books il romanzo fantasy per ragazzi Kami, di cui risulta essere il traduttore. Sempre nel 2010, il romanzo Ultima pelle viene edito da Kipple e inoltre viene pubblicato sulla collana Urania il romanzo Lazarus, vincitore del Premio Urania 2009. 
Nel 2011 vede la luce l'antologia Mekong (Delos Books) che racchiude tredici dei suoi migliori racconti, antologia introdotta dalla prefazione di Valerio Evangelisti.
Nel 2014 pubblica con Curcio il romanzo noir La notte apparente.
Nel 2016 pubblica Asad e il segreto dell'acqua nella collana Il Battello a Vapore della casa editrice Piemme.
Nel 2018 sempre nella collana Il Battello a Vapore della casa editrice Piemme, pubblica Il Club dei quattro ronin .
Nel 2021 inizia a pubblicare per Edizioni Hypnos la collana La bottega delle Ossa che comprende La mano di Theophilus Maddox (2021) e L'occhio di Anubi (2023).
Suoi racconti sono stati pubblicati in antologie di vari editori tra i quali Mondadori, Il Cerchio, Ennepilibri, Delos Books, Perseo Libri e altri, e sulle riviste Robot, Writers Magazine Italia, Selezione dal Reader's Digest, DEV e in Francia su Lunatique.
È membro della Carboneria Letteraria, collettivo di scrittura fondato da Paolo Agaraff.

## Opere
- Goliath, Roma, Solid, 2003, ISBN 978-8873600183.
- Bestiario del condominio, Tolentino, Edizioni Montag, 2007, ISBN 978-8895478067.
- Black Scorpions, Tolentino, Edizioni Montag, 2008, ISBN 978-8895478272.
- Fabrizio Bianchini e Alberto Cola, Rotte clandestine, Tolentino, Edizioni Montag, 2008, ISBN 978-8895478289.
- Yon Kasarai (pseudonimo di Alberto Cola), Kami, Milano, Delos Books, 2010, ISBN 978-8865300176.
- Ultima pelle, Roma, Kipple Officina Libraria, 2010, ISBN 978-8895414195.
- Lazarus, Milano, Arnoldo Mondadori Editore, 2010.
- Mekong, Milano, Delos Books, 2011, ISBN 978-8865301579.
- Francesco Troccoli e Alberto Cola (a cura di), Crisis, Milano, Edizioni Della Vigna, 2013, ISBN 9788862761079.
- La notte apparente, Roma, Armando Curcio Editore, 2014, ISBN 978-8868680251.
- Senza evidente motivo, Milano, Delos Books, 2015, ISBN 978-8865305225.
- Asad e il segreto dell'acqua, Casale Monferrato (AL), Edizioni Piemme, 2016, ISBN 978-8856641981.
- Il Club dei quattro ronin, Casale Monferrato (AL), Edizioni Piemme, 2018, ISBN 978-8856665826.
- La bottega delle ossa. La mano di Teophilus Maddox, Milano, Edizioni Hypnos, 2021, ISBN 9791280110091
- La bottega delle ossa. L'occhio di Anubi, Milano, Edizioni Hypnos, 2023, ISBN 9791280110749